# Domingo Vásquez

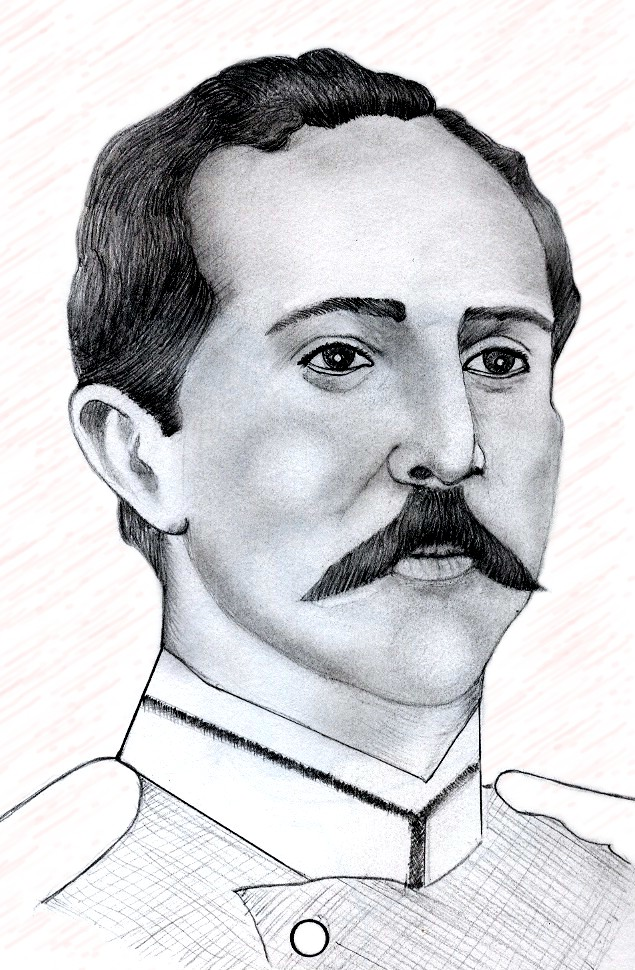
Domingo Vásquez Toruño

Domingo Vásquez Toruño (* 3. August 1846 in Tegucigalpa; † 9. Dezember 1909 ebenda) war vom 7. August 1893 bis 22. Februar 1894 Präsident von Honduras.

## Leben

### Herkunft und frühe Laufbahn
Seine Eltern waren Martina Toruño und Manuel Emigdio Vásquez Alcántara. Am 1. Februar 1862 machte er einen Abschluss in Philosophie. 1865 promovierte er über Zivilrecht. 1868 legte er die Anwaltsprüfung an der Universidad de Honduras ab.
1871 als Hauptmann beteiligte er sich an den Feindseligkeiten gegen den Präsidenten José María Medina.
Beim Aufstand von Ponciano Leiva (Partido Conservador de Honduras) gegen die Regierung José María Medina 1876 befehligte er die Verteidigung von Tegucigalpa. 1877 wurde er als Bevollmächtigter zur Regierung von Peru geschickt, dort vertrat er Honduras auf dem Congreso Internacional de Juristas in Lima. Er besuchte einige Länder in Südamerika, die USA und verschiedene Länder in Europa. Während der Regierung von General Luis Bográn Barahona (1883–1891) blieb er im Ausland. Mit dem Amtsantritt von Ponciano Leiva am 30. November 1891 kehrte er nach Honduras zurück und wurde zum Oberbefehlshaber von Tegucigalpa 1894 ernannt. Unter der Regierung von Rosendo Agüero Ariza (9. Februar–18. April 1893) wurde er zum Regierungsminister ernannt.

### Präsidentschaft
Ab 18. April 1893 war Domingo Vásquez Präsident von Honduras. Er gründete die Departamentos Cortés und Valle. Er ließ Wahlen ausrufen, um seinen Verbleib im Amt zu legitimieren. Das Parlament ernannte ihn am 14. September 1893 per Dekret Nr. 26 zum Präsidenten von 1894 bis 1898.

### Regierungskabinett
- Minister für Regierung und Justiz: Pedro J. Bustillo, Manuel Gamero Idiáquez.
- Außenminister: Pedro J. Bustillo, Juan Antonio López, Manuel Gamero Idiáquez.
- Kriegs- und Marineminister: Rosendo Aguero.
- Finanzminister: Leopoldo Cordova.
- Öffentlichkeitsminister: Pedro J. Bustillo.
- Minister für öffentliche Arbeiten, Bildung und Landwirtschaft: Ponciano Planas.

### Revolution von 1894
Opposition von der Partido Liberal de Honduras, welche von Policarpo Bonilla von Nicaragua aus angeführt wurde, operierte gegen seine Regierung. Domingo Vásquez erhielt vom Parlament die Vollmacht zur Kriegsführung und Vásquez griff Nicaragua an, da die dortige Regierung José Santos Zelaya seine Opposition um Policarpo Bonilla, Manuel Bonilla, Miguel R. Dávila und Miguel Oquelí Bustillo unterstützte. Die Armee von Honduras wurde in Choluteca geschlagen, Tegucigalpa belagert und die Regierung Domingo Vásquez gestürzt. Die vereinten Truppen der Partido Liberal aus Honduras und Nicaragua marschierten am 22. Februar 1894 in Tegucigalpa ein. Das Regierungskabinett, dem Rosendo Agüero vorstand, überreichte Policarpo Bonilla die Kapitulation.

### Exil
Von Juni bis 5. September 1894 machte Váquez eine Fundraisingtour für eine neue Regierung in Honduras durch New Orleans, New York. Anschließend reiste er wieder nach Costa Rica zu seinem Freund Präsident Rafaes Iglesias I Castro.
Nach seinem Rücktritt als Präsident war er eine Zeit in El Salvador in Europa und Asien. 1908 besuchte er die USA. 1909 kehrte er nach Honduras zurück.